# Grêmio Foot-Ball Porto Alegrense
Grêmio Foot-Ball Porto-Alegrense là một đội Brasil có trụ sở tại Porto Alegre, Rio Grande do Sul, được thành lập vào ngày 15 tháng 9 năm 1903. Họ chơi trong các áo thun xanh, trắng và đen, quần đen và tất đen, trong số đó nhóm được đặt biệt danh là Gremista (Tricolour). Câu lạc bộ đến từ cùng một thành phố với đối thủ lớn nhất của Inter, người đã tạo ra một trong những tác phẩm kinh điển vĩ đại nhất của bóng đá Brazil nổi tiếng "Gre-Nal". Sân vận động của câu lạc bộ được gọi là Arena do Grêmio có thể chứa được hơn 55 nghìn người.
Tại Nam Mỹ vào năm 2017, nhóm đã giành được chức vô địch Copa Libertadores thứ ba trong lịch sử của họ.

## Danh hiệu

### International
- Copa Libertadores (3): 1983, 1995, 2017
- Recopa Sudamericana (2): 1996,2018
- Intercontinental Cup (1):[2] 1983

### National titles
- Campeonato Brasileiro Série A (2): 1981, 1996
- Copa do Brasil (5): 1989, 1994, 1997, 2001, 2016
- Supercopa do Brasil (1): 1990
- Campeonato Brasileiro Série B (1): 2005

### State titles
- Campeonato Gaúcho (38):1921, 1922, 1926, 1931, 1932, 1946, 1949, 1956, 1957, 1958, 1959, 1960, 1962, 1963, 1964, 1965, 1966, 1967, 1968, 1977, 1979, 1980, 1985, 1986, 1987, 1988, 1989, 1990, 1993, 1995, 1996, 1999, 2001, 2006, 2007, 2010, 2018, 2019.

### Friendly titles
- 1949 - Taça do Cinquentenário do Nacional (Troféu Sadrep) - Uruguai
- 1949 - Copa El President de la Republica de Costa Rica - Costa Rica
- 1954 - Copa José Gonzalez Artigas - Equador
- 1961 - Troféu Internacional de Atenas - Grécia
- 1962 - Troféu Internacional de Salônica - Grécia
- 1968 - Taça Río de La Plata
- 1971 - Copa Internacional de Porto Alegre (Taça Prefeito Municipal)
- 1971 - Taça do Atlântico (Torneio Sul-Americano de Clubes Tricolores)
- 1972 - Taça Cidade de Salvador
- 1979 - Troféu Ciudad de Rosário - Argentina
- 1981 - Troféu Torre del Vigia - Uruguai
- 1981 - Copa El Salvador del Mundo - El Salvador
- 1981 - Troféu Ciudad de Valladolid - Espanha
- 1983 - Troféu "CEL" - El Salvador
- 1983 - Copa Los Angeles (Taça Pan-Americana) -  EUA
- 1985 - Troféu Palma de Mallorca - Espanha
- 1985 - Copa Rotterdam - Holanda
- 1986 - Copa Phillips - Holanda
- 1987 - Bicampeão da Copa Phillips - Suíça
- 1995 - Sanwa Bank Cup (Copa da Amizade Brasil-Japão) - Japão
- 1996 - Copa Renner (Torneio Internacional de Verão)
- 1996 - Troféu Agrupación Peñas Valencianas – Espanha
- 1997 - Troféu Colombino - Espanha
- 1998 - Taça Hang Ching - China
- 1998 - Copa Ano Novo 98 - Pepsi Cola – China
- 2010 - Troféu Fronteira da Paz – Uruguai

## Đội hình hiện tại
Tính đến 10 tháng 8 2023.
Ghi chú: Quốc kỳ chỉ đội tuyển quốc gia được xác định rõ trong điều lệ tư cách FIFA. Các cầu thủ có thể giữ hơn một quốc tịch ngoài FIFA.
| Số | VT | Quốc gia  | Cầu thủ                                |
| -- | -- | --------- | -------------------------------------- |
| 2  | HV | Brasil    | Fabio                                  |
| 3  | HV | Brasil    | Pedro Geromel (đội trưởng)             |
| 4  | HV | Argentina | Walter Kannemann (đội phó)             |
| 5  | HV | Brasil    | Rodrigo Ely                            |
| 6  | HV | Brasil    | Reinaldo                               |
| 7  | TĐ | Brasil    | Luan                                   |
| 8  | TV | Uruguay   | Felipe Carballo                        |
| 9  | TĐ | Uruguay   | Luis Suárez (đội phó 3)                |
| 10 | TĐ | Brasil    | Ferreira                               |
| 11 | TĐ | Ý         | João Pedro Galvão (mượn từ Fenerbahçe) |
| 12 | TM | Brasil    | Gabriel Grando                         |
| 13 | TĐ | Brasil    | Everton Galdino (mượn từ Tombense)     |
| 14 | TV | Brasil    | Nathan                                 |
| 15 | HV | Brasil    | Bruno Uvini                            |
| 17 | TV | Brasil    | Gustavinho (mượn từ América-MG)        |
| 18 | HV | Brasil    | João Pedro                             |
| 19 | TV | Argentina | Franco Cristaldo                       |

| Số | VT | Quốc gia  | Cầu thủ                               |
| -- | -- | --------- | ------------------------------------- |
| 20 | TV | Paraguay  | Mathías Villasanti                    |
| 21 | TĐ | Paraguay  | Juan Iturbe                           |
| 22 | TĐ | Argentina | Lucas Besozzi (mượn từ Lanús)         |
| 23 | TV | Brasil    | Pepê                                  |
| 25 | TĐ | Brasil    | Jhonata Robert                        |
| 31 | TM | Brasil    | Caíque Santos                         |
| 34 | HV | Brasil    | Bruno Alves                           |
| 35 | TV | Brasil    | Ronald                                |
| 36 | HV | Brasil    | Natã                                  |
| 39 | TV | Brasil    | Bitello                               |
| 41 | TM | Brasil    | Felipe Scheibig                       |
| 45 | TV | Brasil    | Mila                                  |
| 48 | TĐ | Brasil    | Zinho                                 |
| 53 | HV | Brasil    | Gustavo Martins                       |
| 54 | HV | Brasil    | Cuiabano                              |
| 77 | TĐ | Brasil    | André Henrique (mượn từ Hercílio Luz) |

## Cầu thủ nổi tiếng
(Dan sách cầu thủ nổi tiếng từng chơi cho Sport Club Internacion
Bản mẫu:Bài chính category
| - Abigail - Adãozinho - Adriano Gabiru - Alex - Alexandre Pato - Aloísio - André Cruz - Batista - Bodinho - Bolivar - Branco - Brito - Caçapava - Carlitos - Carpegiani - Ceará - Daniel Carvalho - Claudiomiro - Christian - Clemer - Dadá Maravilha - Dunga - Edinho | - Escurinho - Fabiano Eller - Fabio Luciano - Fábio Rochemback - Falcão - Fernandão - Flávio Minuano - Gainete - Gonçalves - Gérson - Gilmar - Giuliano - Iarley - Índio - Jair - Carlos Kluwe - Larry - Leandro Damião - Lúcio - Lula - Mahicon Librelato - Manga - Marinho Peres | - Mauro Galvão - Nena - Nilmar - Rafael Sóbis - Renan - Russinho - Sandro - Silvio Pirilo - Taffarel - Taison - Tesourinha - Tinga - Valdomiro Argentina - Roberto Abbondanzieri - Mario Bolatti - Andrés D'Alessandro - Sergio Goycochea - Pablo Guiñazú - José Villalba Chile - Elías Figueroa | Colombia - Wason Rentería - Fabián Vargas Ecuador - Luis Bolaños Paraguay - José de La Cruz Benítez - Julio César Enciso - Roberto Fernández - Carlos Gamarra - Diego Gavilán Uruguay - Diego Aguirre - Oscar Aguirregaray - Rubén Paz - Julio Pérez - Gonzalo Sorondo - Luis Suárez |